# Lance Harris
Lance Christopher Harris (Columbia, 14 novembre 1984) è un ex cestista e allenatore di pallacanestro statunitense.

## Carriera
Ha giocato nei Wildcats di Kansas State University dal 2003 al 2007. La sua carriera professionistica è iniziata in Slovenia allo Zlatorog Laško. Nel 2008-2009 il trasferimento nel massimo campionato ellenico dove per due stagioni ha vestito la canotta del Kolossos Rodi tenendo una media di circa 13 punti e 4 rimbalzi a partita nei 54 incontri disputati con la squadra dell'isola. Ha iniziato la stagione 2010-11 in Adriatic League con la maglia del KK Igokea di Aleksandrovac in Bosnia, per poi tornare in Grecia chiamato dall'Ikaros Kallitheas.
A maggio 2011 il trasferimento alla Reyer Venezia in Legadue, e dopo 5 partite il trasferimento all'Halychyna. Nel luglio 2012 passa alla Vanoli Cremona.

## Palmarès
- Campionato francese: 1

Élan Chalon: 2016-17
- Campionato sloveno: 1

Primorska: 2018-19
- Supercoppa slovena: 1

Primorska: 2019